# Молгаждаров Касиет Какенович

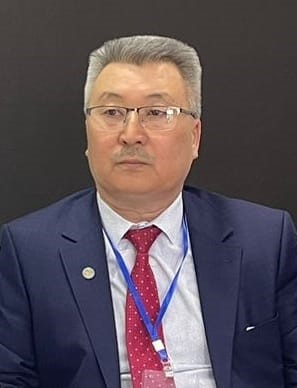
Молгаждаров Касиет Какенович

Молгаждаров Касиет Какенович — казахский доктор филологических наук, ассоциированный профессор (доцент). Занимался научной деятельностью, участвовал в орфографичейской рабочей группе по переводу алфавита казахского языка с кириллицы на латиницу. Много лет работает в качестве преподователя. Опубликовал множество научных работ и несколько учебников в области филологии. Имеет различные награды.

## Биография
Родился 8 октября 1965 года в селе Ондирис Уалиханского района Северо-Казахстанской области (ранее Кызылтуский район Кокшетауской области).
В 1982 году окончил Кокшетаускую областную школу-интернат. В 1983—1985 годах служил Родине в городе Обнинске Калужской области. В 1986—1987 годах поступил на подготовительное отделение филологического факультета Кокшетауского педагогического института имени Ш.Уалиханова, а в 1987—1992 годах окончил филологический факультет по специальности «Казахский язык и литература».

### Трудовая деятельность
Трудовую деятельность в сфере высшего образования начал в 1992—1994 годах учителем «Казахского языка и литературы» в казахской средней школе села Ондирис Уалиханского района Северо-Казахстанской области. В 1994—2004 годах работал в высшем учебном заведении имени Ш.Уалиханова в городе Кокшетау: преподавателем кафедры «Казахского языкознания», заместителем декана факультета «Казахской филологии», заведующим «Этнокультурологической научной лабораторией», заведующим кафедрой «Казахской литературы».
Участвовал в переводе сценария исторического фильма «ТОМИРИС» на древнетюркский язык.
Общий стаж работы — 43 года, педагогичский трудовой стаж — 33 года.

#### Научная деятельность
Свою научную деятельность в качестве научного сотрудника начал в 1997—1998 годах по специальности 10.02.20 в Казахском национальном университете имени аль-Фараби, в 2000 году успешно защитил кандидатскую диссертацию на тему «Лексико-грамматическая характеристика междометий в древнетюркском языке» (10.02.20 — сравнительно-историческое, типологическое и сопоставительное языкознание) в Казахском национальном университете имени аль-Фараби, а в 2012 году успешно защитил докторскую диссертацию на тему «Образование и развитие служебных слов в тюркских языках» (10.02.06 — тюркские языки) в городе Бишкек, Кыргызстан. В 2003 году решением Центрального исполнительного комитета Министерства образования и науки Республики Казахстан ему присвоено ученое звание «доцент» (ассоциированный профессор). Ему также присвоено ученое звание профессора «Кокше академии» (2008) и Таразского инновационно-гуманитарного университета (ныне Таразский международный инновационный институт имени Ш.Муртазы) (2016). В 1999-2000 г. был методистом кафедры «Казахский язык и литература» Акмолинского областного института повышения квалификации кадров, а с 2004 по 2015 годы, помимо преподавательской деятельности, занимал должности первого проректора, проректора по очной, заочной и научной работе, проректора по развитию государственного языка, заведующего кафедрой «Языковые дисциплины», директора гуманитарно-педагогического департамента, декана гуманитарно-педагогического факультета Академии «Кокше» (бывший университет Кокшетау). С 2016 по 2020 год работал проректором по научной работе и международным связям, директором Научно-исследовательского центра тюркологии и археологии, профессором кафедры филологии Таразского инновационно-гуманитарного университета (ныне Таразский международный инновационный университет имени Ш.Муртазы) в Таразе.

#### Орфографическая рабочая группа
В 2017—2019 годах входил в состав Орфографической рабочей группы «Национальной комиссии», созданной при Администрации Президента Республики Казахстан в связи с переходом казахской письменности на латинскую графику. В этой связи проводил разъяснительную и пропагандистскую работу в городах: Астана, Алматы, Шымкент, Атырау; Кызылординской, Акмолинской, Павлодарской, Восточно-Казахстанской, Актюбинской, Северо-Казахстанской, Жамбылской областях, а также участвовал в более чем 70 различных мероприятиях (репортажи, статьи, интервью на республиканских и региональных телеканалах, дебаты, дискуссии, встречи и т. д.) для студентов, преподавателей, сотрудников высших учебных заведений, областных и городских акиматов, военнослужащих и юридических кадров, местных жителей, коллективов и учащихся школ, работников колледжей и детских садов и т.д.

## Награды
В 2020 году он стал обладателем главного приза конкурса «Языковая доброта», объявленного акиматом Жамбылской области. Министерством образования и науки Республики Казахстан награжден нагрудными знаками «За заслуги в развитии науки Республики Казахстан» и «Лучший преподаватель высшего учебного заведения» и «Лучший преподаватель-2023» Содружества Независимых Государств", 1 место в номинации «Педагогический колледж» (Международный конкурс творческих работ и учебно-методических разработок педагогических работников), «За добросовестный труд и добросовестную службу с большим вкладом в развитие образования и науки Республики Казахстан», Министерством науки и высшего образования Республики Казахстан, Национальным центром тестирования при Министерстве образования и науки Республики Казахстан, Министерством культуры и информации Республики Казахстан, Акиматом Жамбылской области, Национальным центром повышения квалификации кадров Южно-Казахстанской области «Өрлеу», Акмолинским, Жамбылским областными управлениями развития языков и Кокшетауским, Таразским городскими управлениями образования, Таразским Международным инновационным институтом имени Ш.Муртазы и др. Награжден благодарственными письмами.

## Научные труды
Имеет более 130 научных трудов по казахскому языкознанию и истории казахской письменности, современному казахскому языку, тюркологии. В том числе около тридцати из них опубликованы в таких странах, как Россия, Китай, Турция, Монголия, Болгария, Чехословакия, Милан, Узбекистан, Кыргызстан и др. Он опубликовал статьи в 10 странах, шесть монографий и восемь учебников. Республиканским учебно-методическим советом по рекомендации Учебно-методического объединения по группе специальностей гуманитарного направления изданы учебники по 3 предметам, преподаваемым по специальностям «Казахский язык и литература» и «Филология». Отрывок из его труда по истории казахской письменности включен в учебник «Казахский язык» для учащихся 8-х классов общеобразовательных школ Республики Казахстан. Им написаны монографии, учебники и методические пособия:
- «История служебных слов (на материалах древних, средних, современных тюркских языков. 2010 монография)» по специальности казахский язык и литература;
- «История формирования части речи шылау (монография, 2002)»;
- «Образование и развитие служебных слов в тюркских языках» (монография на кыргызском языке, 2011);
- «Исследования по тюрко-казахскому языку» (монография 2015 г.);
- «Методические указания к практическим занятиям по специальности „Казахский язык и литература“» (2015 г.);
- «История казахской письменности» (в соавторстве с Ж.Мусиным, 2020, 2-е изд. Учебник);
- «Введение в тюркологию и сравнительную грамматику» (2018. Учебник. Как составитель);
- «Введение в языкознание» (2019. Учебник. Как составитель);
- «Историко-лингвистическое формирование междометий в тюркских языках» (монография 2020);
- «Динамика и аналитичность вспомогательного глагола в тюркских языках» (монография 2019);
- «Формирование части речи наречий и история служебных слов» (монография на материалах тюркских языков, совместно с Э.Саурыковым, 2017);
- «Историческая грамматика казахского языка» (2025. Учебник. Как составитель);
- «История изучения модальных слов в тюркских языках» (2025 Монография)[6].

#### Основные научные публикации за 2020—2025 года
- Молгаждаров Қ.К. Түркі тілдеріндегі шылау сөздердің тарихи-лингвистикалық қалыптасуы. Монография. — Тараз: ТИГУ баспасы, 2020. — 201 б.
- Молгаждаров Қ.К. Қазақ халқының жазу мұрасы жайлы // әл-Фарабидің 1150 жылдық мерейтойына арналған Халықаралық ғылыми-әдістемелік Workshop. 2020ж. 1-маусым. Әл-Фараби ҚазҰУ.
- Молгаждаров Қ.К. Қазақ жазуының тарихи танымдық тағылымы // Ш.Уәлихан ат. КУ. А.Байтұрсынов 150 жылдығына арналған халықаралық конферения. 2021—2022.
- Молгаждаров Қ.К. А.Байтұрсынұлы және «Қазақ» газетінің мазмұны жайлы // Ш.Уәлихан ат. КУ. А.Байтұрынов 150 жылдығына арналған халықаралық ғылыми-тәжірбиелік конференция. 2021—2022.
- Молгаждаров Қ.К. Қазақ жазу жүйесіндегі латын әліпбиі // Ш.Уәлихан ат. КУ. А.Байтұрынов 150 жылдығына арналған халықаралық ғылыми-тәжірбиелік конференция. 2021—2022.
- Molgazhdarov K., Ziadauly B. The origin and meaning of old Turkic words // Bulletin of Shokan Ualikhanov Kokshetau University. Philological Series. — 2023. — № 4. — P. 28-38.
- Бөкен Г.С., Молғаждаров Қ.К. Ә.Нұрпейісовтың «Соңғы парыз» романындағы образдар галереясы // Ш.Уәлиханов атындағы КУ хабаршысы. Филология сериясы. — 2023. — № 3. — Б. 74-87. Молгаждаров Қ.К. Тіл біліміне кіріспе. Түркітануға кіріспе және салыстырмалы грамматикасы. «Филология» мамандығына арналған дәрістер жинағы. — І том. — Алматы: «Альманах» баспасы, 2023. — 461 б.
- Молгаждаров Қ.К. Қазақ жазуының тарихы. Қазақ тілінің тарихи грамматикасы. Көмекші сөздер тарихы. «Филология» мамандығына арналған дәрістер жинағы. — ІІ том. — Алматы: «Альманах» баспасы, 2023. — 423 б.
- Molgazhdarov K., Ziadauly B. The origin and meaning of old Turkic words // Bulletin of Shokan Ualikhanov Kokshetau University. Philological Series. — 2023. — № 4. — P. 28-38.
- Бөкен Г.С., Молғаждаров Қ.К. Ә.Нұрпейісовтың «Соңғы парыз» романындағы образдар галереясы // Ш.Уәлиханов атындағы КУ хабаршысы. Филология сериясы. — 2023. — № 3. — Б. 74-87.
- Молгаждаров Қ.К., Шагирбаева Б. К., Кәкенова А.Қ. Орхон-Енисей жазба ескерткіштердегі көмекші сөздердің зерттелуі (тарихи-салыстырмалы анализ) // Наука, новые технологии и инновации Кыргызстана. — 2023. — № 10.
- Шагирбаева Б. К., Молгаждаров Қ.К. Аксиолингвистиканы оқытудағы ұлттық құндылықтар мен танымдық бағыттары // Наука, новые технологии и инновации Кыргызстана. — 2023. — № 10.
- Молгаждаров Қ.К., Кәкенова А.Қ. Түрк тилдүү элдердин эл аралық тил форуму. Бишкек-2023. 20-22 сентябр.
- Молгаждаров Қ.К., Шаяхимов Д.Қ. Төтенше жағдай саласындағы терминдердің жасалу ерекшеліктері (қазақ-қырғыз тілдері негізінде) // Түрк тилдүү элдердин эл аралық тил форуму. Бишкек-2023. 20-22 сентябр.
- Молгаждаров Қ.К., Шагирбаева Б. К. Түркі халықтарына ортақ ұлттық құндылықтардың аксиолингвистикалық аспектілері // «Сөйлеу мен тілдегі сөз: филология ғылымындағы қәзіргі зерттеу» атты филология ғылымдарының докторы, профессор О.А. Сұлтаньяевтың туғанына 85 жыл толуына арналған VII халықаралық ғылыми-практикалық конференциясының материалдары. — Қазақстан, Көкшетау, 2023.21-ақпан
- Молгаждаров Қ.К. Желтоқсан оқиғасы саяси санамды оятты // Бұқпа газеті. Көкшетау-2023, № 48.
- Ainabek A., Abdualiuly B., Molgazhdarov K., Artymbayeva B., Aubakirova A., Zhuanyshpaeva S. Effects of Language Learning Strategies on Teaching Toponyms and Folk Geography Terms in Kazakh and Nogai Languages // Journal of Ethnic and Cultural Studies. — 2024. — № 11 (2). — P. 140—163.
- Shagirbayeva В., Kurmanbayeva Sh., Molgazhdarov K., Smagulova N. Value-based approach in education: Axiolinguistic aspect // Scientific Herald of Uzhhorod University Series «Physics». — 2024. — Issue 56. — P. 2518—2527.
- Картаева А. М., Кусманова К. А., Молгаждаров К. К., Спатай А. О. І.Есенберлиннің «Көшпенділер» трилогиясындағы ұлы жібек жолына қатысты жер-су атаулары // Ш.Уәлиханов атындағы КУ хабаршысы. Филология сериясы. — 2024. — № 4. — С. 206—219.
- Молгаждаров Қ.К. Ұлы ғалым — Алтай Сәрсенұлы Аманжолов // әл-Фараби атындағы Қазақ ұлттық университетінің құрылғанына 90 жыл толуына орай және гуманитарлық ғылымдар академигі Алтай Сәрсенұлы Аманжоловтың 90 жылдығына арналған «Түркі әлемі: тіл, тарих және мәдениет» атты ХXVII Халықаралық «Аханов оқулары» 31 мамыр-01 маусым, 2024 ж. Конференция материалдары жинағы. — Б. 25-31.
- Молгаждаров Қ.К. Қазақ тілінің тарихи грамматикасы. Оқу құралы. — Көкшетау: Ш.Уәлиханов атындағы Көкшетау университеті. 2025. — 272 б.